# Ева Вилиџиз (Хаваји)
Ева Вилиџиз (енгл. Ewa Villages) насељено је место за статистичке потребе у америчкој савезној држави Хаваји. По попису становништва из 2010. у њему је живело 6.108 становника.

## Демографија
Према попису становништва из 2010. у граду је живело 6.108 становника, што је 1.367 (28,8%) становника више него 2000. године.
| Група             | 2000.         | 2010.         |
| Белци             | 147 (3,1%)    | 221 (3,6%)    |
| Афроамериканци    | 14 (0,3%)     | 38 (0,6%)     |
| Азијати           | 3.339 (70,4%) | 3.636 (59,5%) |
| Хиспаноамериканци | 417 (8,8%)    | 684 (11,2%)   |
| Укупно            | 4.741         | 6.108         |